# Honkenia piaskowa
Honkenia piaskowa (Honckenya peploides L.) – gatunek rośliny reprezentujący monotypowy rodzaj honkenia (Honckenya) z rodziny goździkowatych (Caryophyllaceae). Występuje na plażach nadmorskich w strefie umiarkowanej i subarktycznej na półkuli północnej, także nad Bałtykiem. Bylina ta odgrywa istotną rolę w formowaniu wydm w pierwszym etapie ich powstawania. Przystosowaniem do warunków siedliskowych jest m.in. odporność na zawiewanie przez wiatr i wykorzystywanie pędzonych przez wiatr ziaren piasku do zapylenia. Dla siedlisk honkenii zagrożeniem jest przekształcanie wybrzeży wydmowych i masowy wypoczynek na plażach. Na dalekiej północy jest używana jako roślina jadalna.

## Rozmieszczenie geograficzne
Honkenia piaskowa występuje na morskich wybrzeżach półkuli północnej między 30° i 80° szerokości geograficznej. Rośnie na piaskach wzdłuż atlantyckich wybrzeży Europy północnej i zachodniej, wzdłuż brzegów Morza Bałtyckiego i Północnego, najdalej na południe sięgając ciągłym zasięgiem środkowej Portugalii. Pojedyncze stanowiska stwierdzano także na południowych krańcach Półwyspu Iberyjskiego, a nawet nad Morzem Śródziemnym – na Lazurowym Wybrzeżu. Występuje na wybrzeżach w strefie arktycznej – wzdłuż północnej Azji, jest na wyspach Svalbard, wokół Grenlandii (z wyjątkiem wybrzeży na najdalszej północy), na wyspach Archipelagu Arktycznego, rośnie wzdłuż kontynentalnych wybrzeży Ameryki Północnej sięgając na południu Wirginii nad Atlantykiem i Oregonu nad Pacyfikiem. Poza wybrzeżem amerykańskim honkenia spotykana jest na Aleutach, na północno-wschodnich wybrzeżach Azji i na Wyspach Japońskich.
Jako roślina zawleczona stwierdzona została także w Ameryce Południowej.
W Polsce występuje wzdłuż całego wybrzeża Bałtyku, z wyjątkiem odcinków klifowych. Największe skupiska honkenii w Polsce występują na plażach wysp Uznam i Wolin w rejonie Bramy Świny.

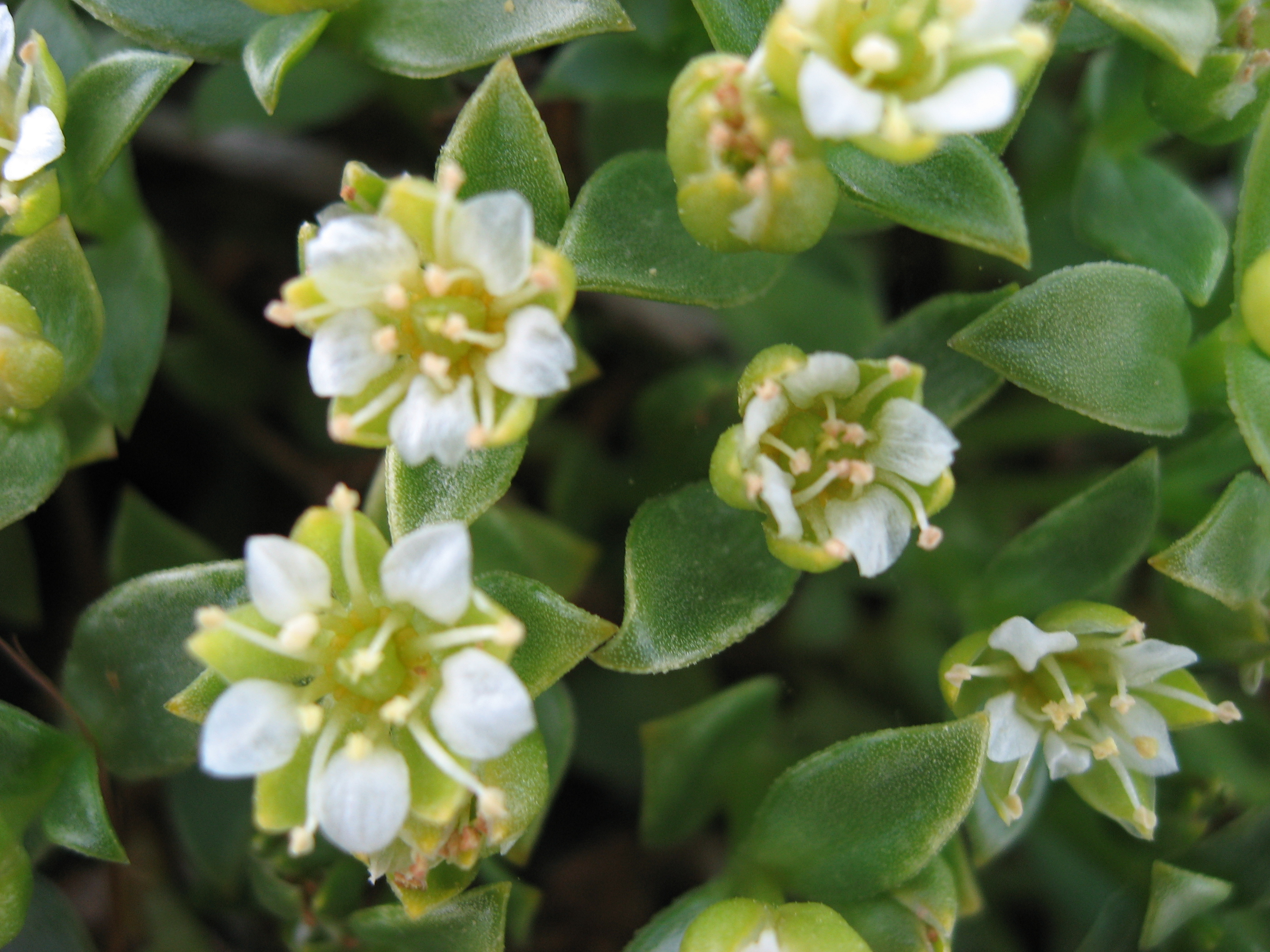
Kwitnąca honkenia

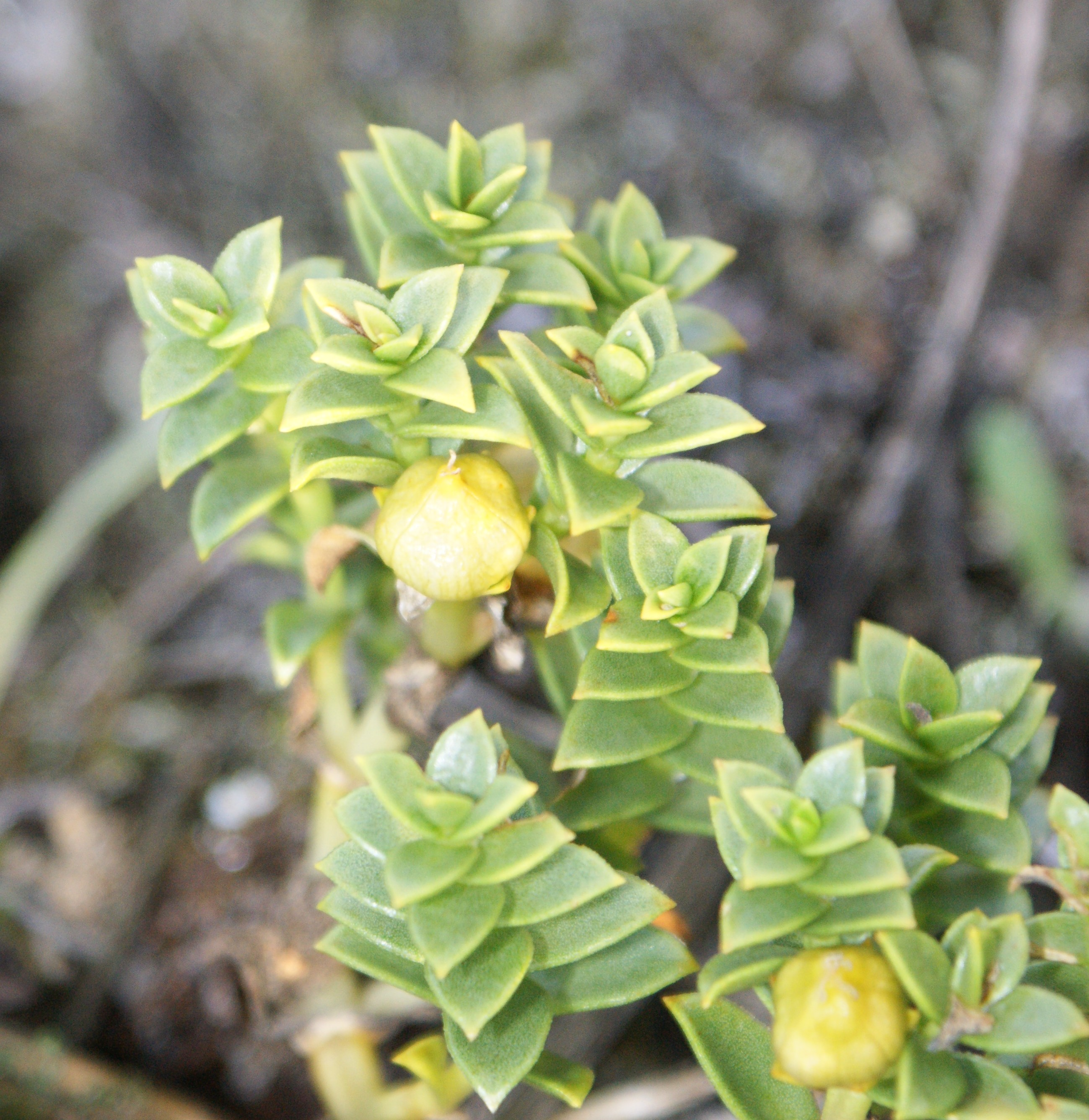
Owocująca honkenia

## Morfologia
PokrójMięsista roślina, z rozesłanymi i podnoszącymi się łodygami. Często żółtawozielona. Zmienna pod względem cech wegetatywnych. Rośliny w północnej części zasięgu mają luźny pokrój, cienkie liście, wydłużone międzywęźla. W południowej części zasięgu są bardziej zwarte i mięsiste.
KorzenieNiepozorna na powierzchni roślina posiada osiągający do kilku metrów w głąb system korzeniowy sięgający do wód gruntowych (tam gdzie wody te zalegają płytko – korzenie są odpowiednio krótsze). Na dużych głębokościach korzenie są silnie rozgałęzione.
ŁodygaOsiąga od kilkunastu do 30 cm długości, czterokanciasta. W dole płoży się i zakorzenia, w górze podnosi się. Poza pędami wznoszącymi się ku górze pod ziemią rozwijają się białe, poziomo rosnące kłącza, ukorzeniające się w węzłach, zwłaszcza w miejscach wilgotnych i wytwarzające pędy rosnące ku górze w roku następnym.
LiścieNaprzeciwległe, ułożone zwykle w czterech liniach, mięsiste, jajowate, ku szczytowi zaostrzone, u nasady nieco zrośnięte. Mają tylko jedną żyłkę centralną. Osiągają do 20 mm długości i do 13 mm szerokości (rzadko bywają nieco większe).
KwiatyRozdzielnopłciowe lub rzadziej obupłciowe (zwykle albo słupki albo pręciki są niedorozwinięte), zebrane są w szczytowych wierzchotkach lub pojedyncze. Wyrastają na szypułkach o długości do 12 mm. Działki kielicha w liczbie 5 (rzadko 6) są zielone, jajowate, tępo zakończone i mięsiste. Osiągają do 5 mm długości i 3 mm szerokości. Płatki korony, także w liczbie 5 (rzadko 6), są białe lub lekko zaróżowione. W kwiatach męskich płatki są podobnej długości jak działki kielicha, w kwiecie żeńskim są nieco krótsze (do 4 mm długości). Pręcików jest 10, każdy z dużym, żółtym miodnikiem u nasady. Zalążnia jajowata, zakończona trzema krótkimi szyjkami.
OwoceKuliste, żółte torebki o średnicy 6–10 mm, pękające trzema klapkami. Zawierają nieliczne nasiona.
NasionaJajowate, o długości 3–4 mm. Powierzchnia gładka, błyszcząca, barwy od żółtawobrązowej do brązowoczarnej.

## Systematyka i zmienność

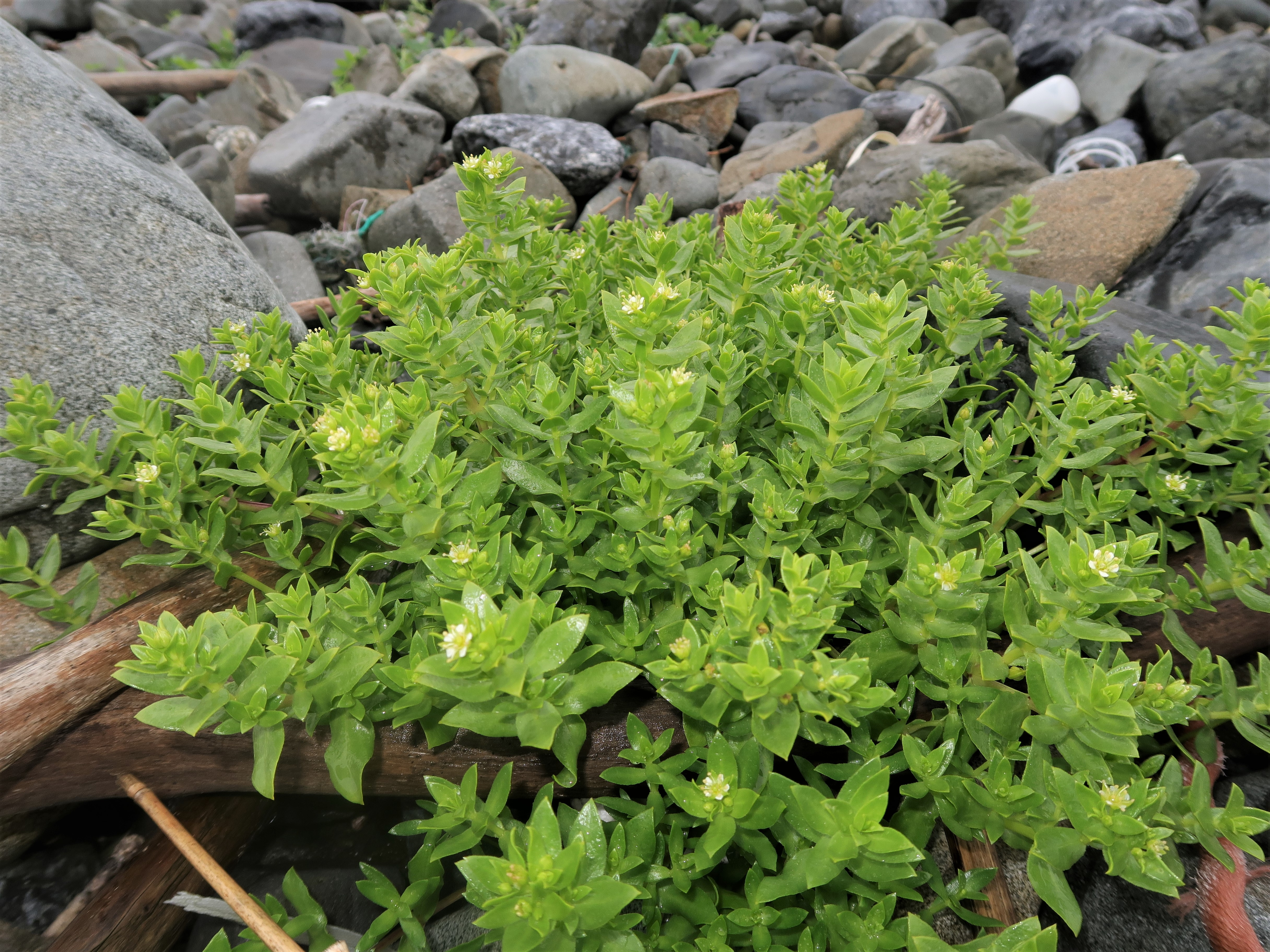
Honckenya peploides subsp. major w Japonii

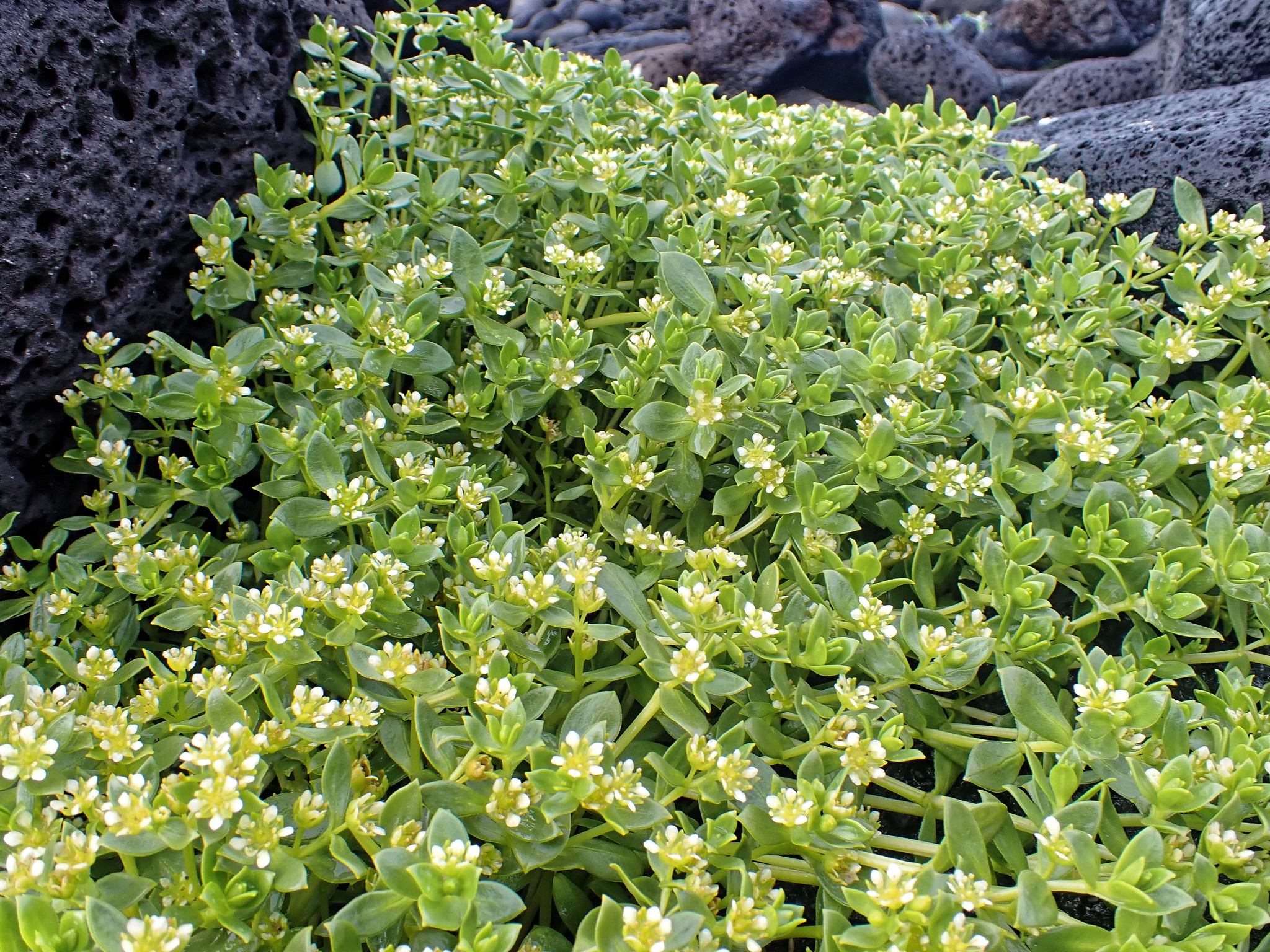
Honckenya peploides subsp. diffusa w Islandii

Rodzaj Honckenya J. F. Ehrhart, Neues Mag. Aerzte 5: 206. 1783 zaliczany jest do plemienia Alsineae i podrodziny Alsinoideae w obrębie rodziny goździkowatych. Podobieństwo honkenii do monotypowego rodzaju Wilhelmsia z Alaski i północno-wschodniej Azji było uznawane długi czas za przykład konwergencji spowodowanej bytowaniem w tych samych warunkach siedliskowych. Badania molekularne potwierdziły jednak bardzo bliskie pokrewieństwo obu taksonów. Analizy cech morfologicznych i molekularnych wskazują na to, że oba są taksonami siostrzanymi i tworzą z kolei grupę siostrzaną wobec endemicznego dla Hawajów rodzaju Schiedea. Wszystkie te trzy rodzaje wyodrębniane są w sekcję Schiedea.
Pierwszy naukowy opis honkenii sporządził Karol Linneusz, który włączył ten gatunek do rodzaju Arenaria. W odrębny rodzaj wyłączył tę roślinę Jakob Friedrich Ehrhart w 1788, jednak do połowy XX wieku trwały dyskusje o jej pozycji systematycznej (w tym proponowano zaliczenie jej do rodzaju Minuartia). Mocnego argumentu za potrzebą wyodrębnienia honkenii w randze rodzaju dostarczyły dopiero badania nad jej kariotypem w latach 50. XX wieku.
Honkenia piaskowa to takson bardzo polimorficzny. W przeszłości opisywano z różnych części zasięgu rozmaite gatunki honkenii lub podgatunki i odmiany. Od przełomu XX i XXI wieku wyróżnia się już zwykle tylko jeden gatunek w obrębie monotypowego rodzaju z 4 podgatunkami:
- Honckenya peploides subsp. peploides – podgatunek nominatywny, występuje wzdłuż wybrzeży europejskich. Tego taksonu dotyczy opis ogólny.
- Honckenya peploides subsp. robusta (Fernald) Hultén, Fl. Alaska Yukon. 4: 677. 1944 – rośnie na wybrzeżach Ameryki Północnej. Wyróżnia się bardzo tęgim pokrojem – łodygi mają 3–6 mm średnicy, płożą się i słabo podnoszą, szypułki kwiatowe mają tylko 2–3 mm długości.
- Honckenya peploides subsp. diffusa (Hornemann) Hultén ex V. V. Petrovsky in A. I. Tolmatchew, Fl. Arct. URSS. 6: 71. 1971 (syn.: var. diffusa (Hornem.) Ostenf.) – rośnie w północnej Europie (Skandynawia i Islandia), na Grenlandii, w arktycznej części Ameryki Północnej i Azji. Szypułki kwiatowe osiągają 4 do 15 mm długości, a w torebkach znajduje się od 4 do 12 nasion[4]. Rośliny o długich międzywęźlach (8–33 mm), nie skracających się w górnej części pędu. Pędy zwykle płożące do podnoszących się, o średnicy łodygi od 0,5 do 2 mm, często nieco czerwono lub brązowo nabiegłe. Liście cienkie[8].
- Honckenya peploides subsp. major Hooker, Fl. Bor.-Amer. 1: 102. 1831 – rośliny o luźnym pokroju – międzywęźla na łodygach mają 8–40 mm długości, łodygi są nieliczne, ale osiągają do 30 cm, rzadko nawet do 50 cm długości. Liście mają 20–46 mm długości i 10–20 mm szerokości. Szypuły kwiatowe mają zwykle 8–16 mm długości. Podgatunek występuje na pacyficznych wybrzeżach Ameryki Północnej (na północ od Oregonu) oraz w Japonii i Korei[15].

## Biologia

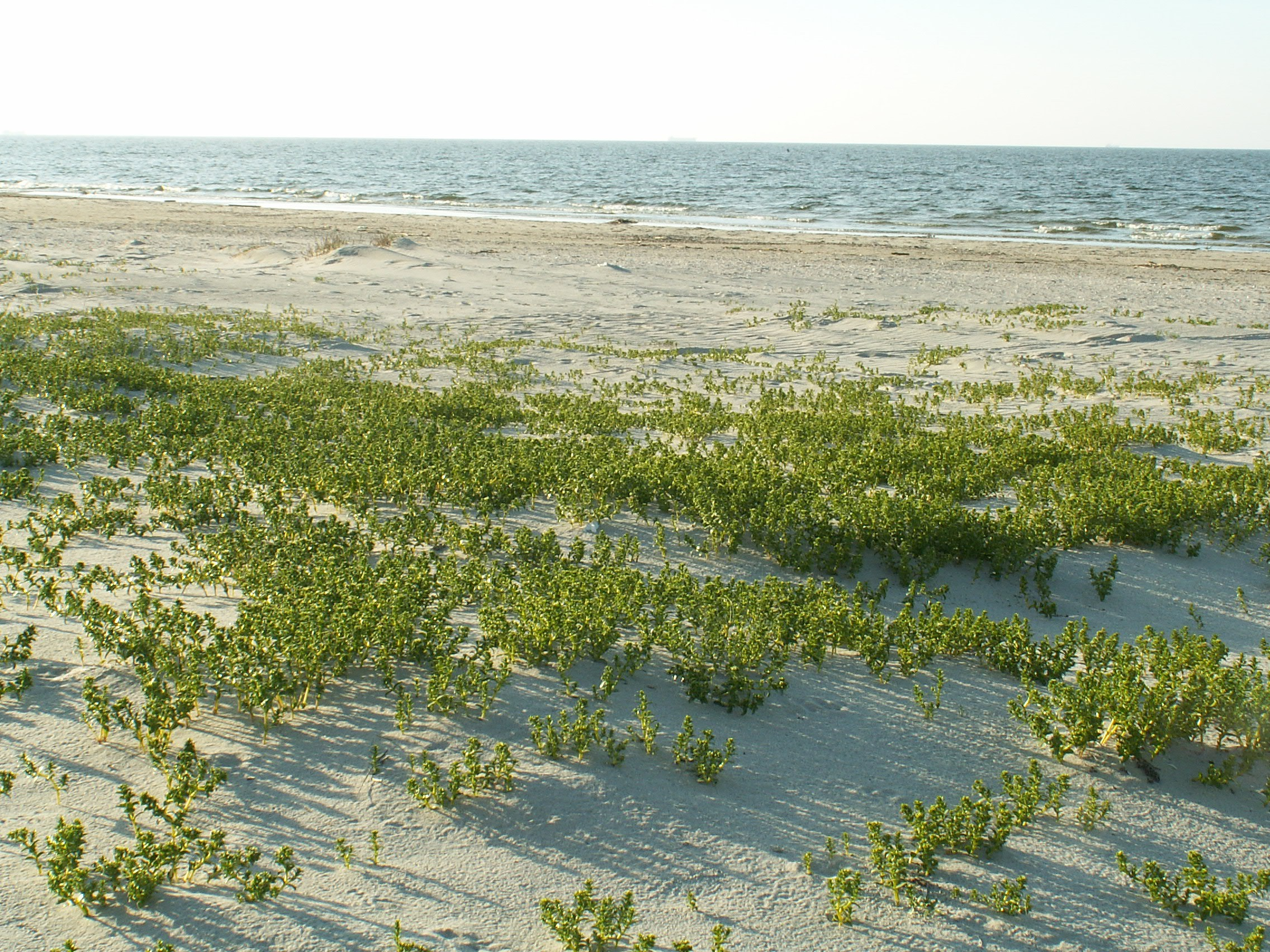
Honkenia na piaszczystej plaży w Świnoujściu

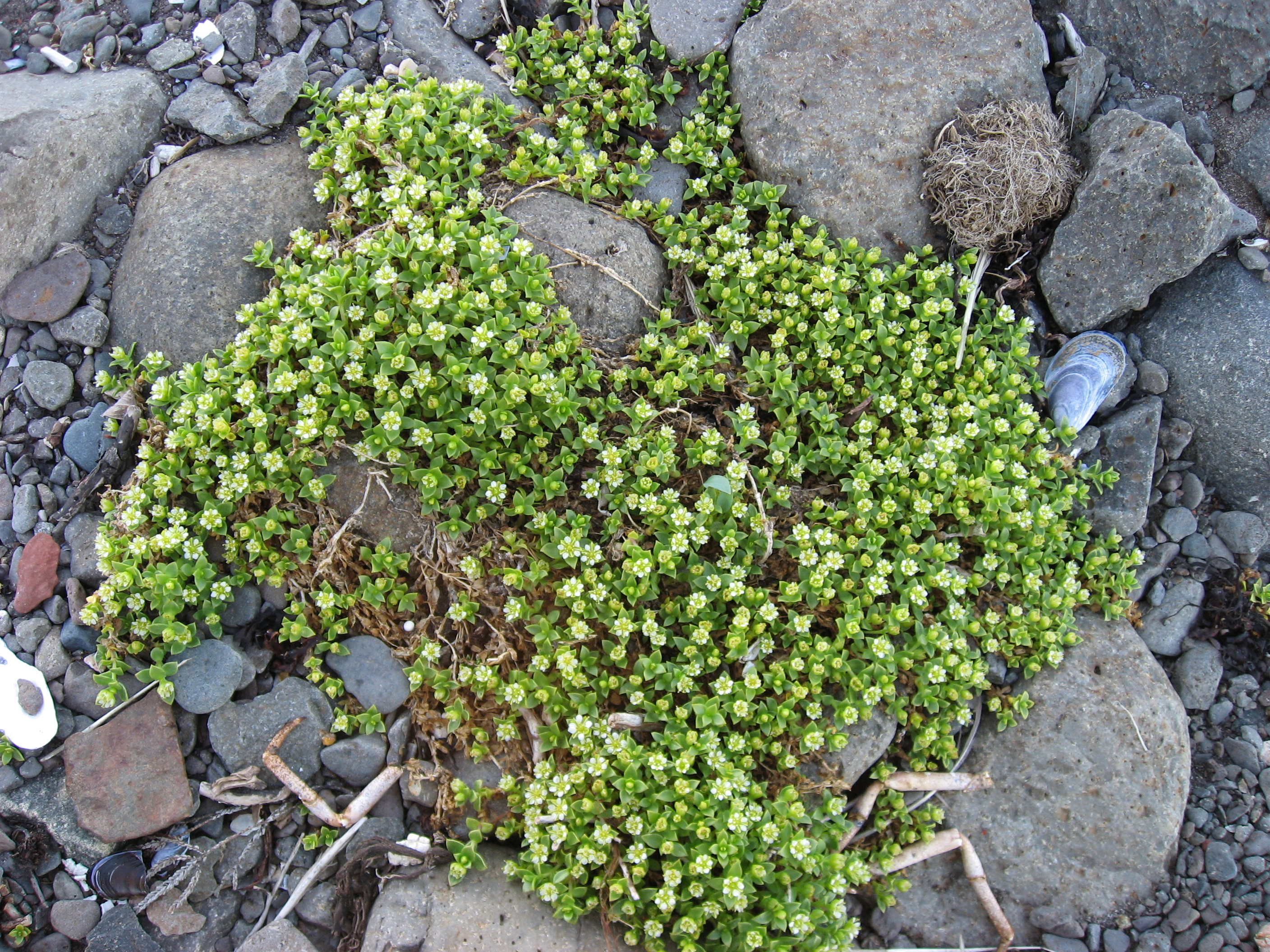
Honkenia na kamienisto-żwirowej plaży na Grenlandii

### Rozwój
Hemikryptofit. Bylina kwitnąca od czerwca do sierpnia, w łagodniejszym klimacie od maja do lipca. Kwiaty silnie pachną miodem, wytwarzają dużo nektaru i zapylane są przez owady, które jednak rzadko odwiedzają kwiaty honkenii. Zdarza się, że dochodzi do samozapylenia, jednak najczęściej zapylenia dokonuje pędzony przez wiatr piasek. Pyłek przyczepia się do ziaren piasku, które wpadają do kwiatów z płodnymi pręcikami. Następnie ziarna takie zostawiają pyłek na znamionach słupka, jeśli tylko zostaną przeniesione przez podmuchy powietrza do kwiatów z płodną zalążnią. Rośliny tworzące tylko kwiaty żeńskie lub męskie tworzą zwykle wyraźnie rozdzielone przestrzennie kępy, na co kluczowy wpływ zdają się mieć mikrosiedliskowe różnice w dostępności do wody. Daleko na północy często rozwijają się tylko lub głównie okazy męskie. Owoce dojrzewają w okresie od lipca do września. Siewki obserwowane są rzadko. Siewka w początkowym okresie rozwoju wytwarza palowy korzeń pierwotny wrastający w głąb ziemi.
Poza rozmnażaniem generatywnym, ważną rolę w rozprzestrzenianiu się roślin odgrywa rozmnażanie wegetatywne (wzrost klonalny). Służące do tego podziemne kłącza rozrastają się od wiosny do jesieni i kierują się ku górze wyrastając nad powierzchnię w roku następnym. Pędy nadziemne odnawiają się z białych pąków rozwijających się na kłączach i w kątach liści zasypywanych przez piasek pędów nadziemnych.

### Anatomia
Łodyga okryta jest jednowarstwową epidermą zbudowaną z wielokątnych komórek o nieznacznie zgrubiałych ścianach komórkowych. Pod nią znajduje się gruba warstwa miękiszu złożona z 10-12 warstw cienkościennych komórek tworząca korę pierwotną. W zasypanych łodygach kora ta kurczy się i w końcu odpada. Znajdująca się pod korą jednowarstwowa endoderma staje się wówczas warstwą zewnętrzną. Głębiej położona okolnica otacza kolateralne wiązki przewodzące i dalej występujące pasma kolenchymy. Niezróżnicowana tkanka korkotwórcza znajdująca się pod okolnicą tworzy nową warstwę ochronną na zasypanych odcinkach łodygi.
Liście honkenii okryte są jednowarstwową epidermą utworzoną z komórek cienkościennych. Aparaty szparkowe umieszczone są między 4 komórkami skórki, rzadziej 3 lub 2. Na przekroju poprzecznym liście są półksiężycowate i wypełnione komórkami miękiszu asymilacyjnego z druzami. Wiązki przewodzące w liczbie 5 do 8 biegną środkiem liścia. Podobnie jak kora pierwotna, także zasypane liście z czasem marnieją i zanikają.

### Genetyka
W różnych populacjach honkenii w różnych obszarach zasięgu i niezależnie od podziału na podgatunki stwierdzano następujące liczby chromosomów 2n = 66, 68, 70, przy czym wartością podstawową jest 2n=68. Obecność wartości skrajnych tłumaczona jest aneuploidią, nie wpływającą na budowę morfologiczną roślin. Poziom ploidalności wynosi 4x, gdzie x = 17. Mimo dużego znaczenia wzrostu klonalnego w poszczególnych kępach honkenii stwierdzono duże zróżnicowanie genotypowe, co jest tym bardziej zaskakujące, że w poszczególnych kępach zwykle wszystkie rośliny tworzą takie same, jednopłciowe kwiaty.

## Ekologia

### Siedlisko

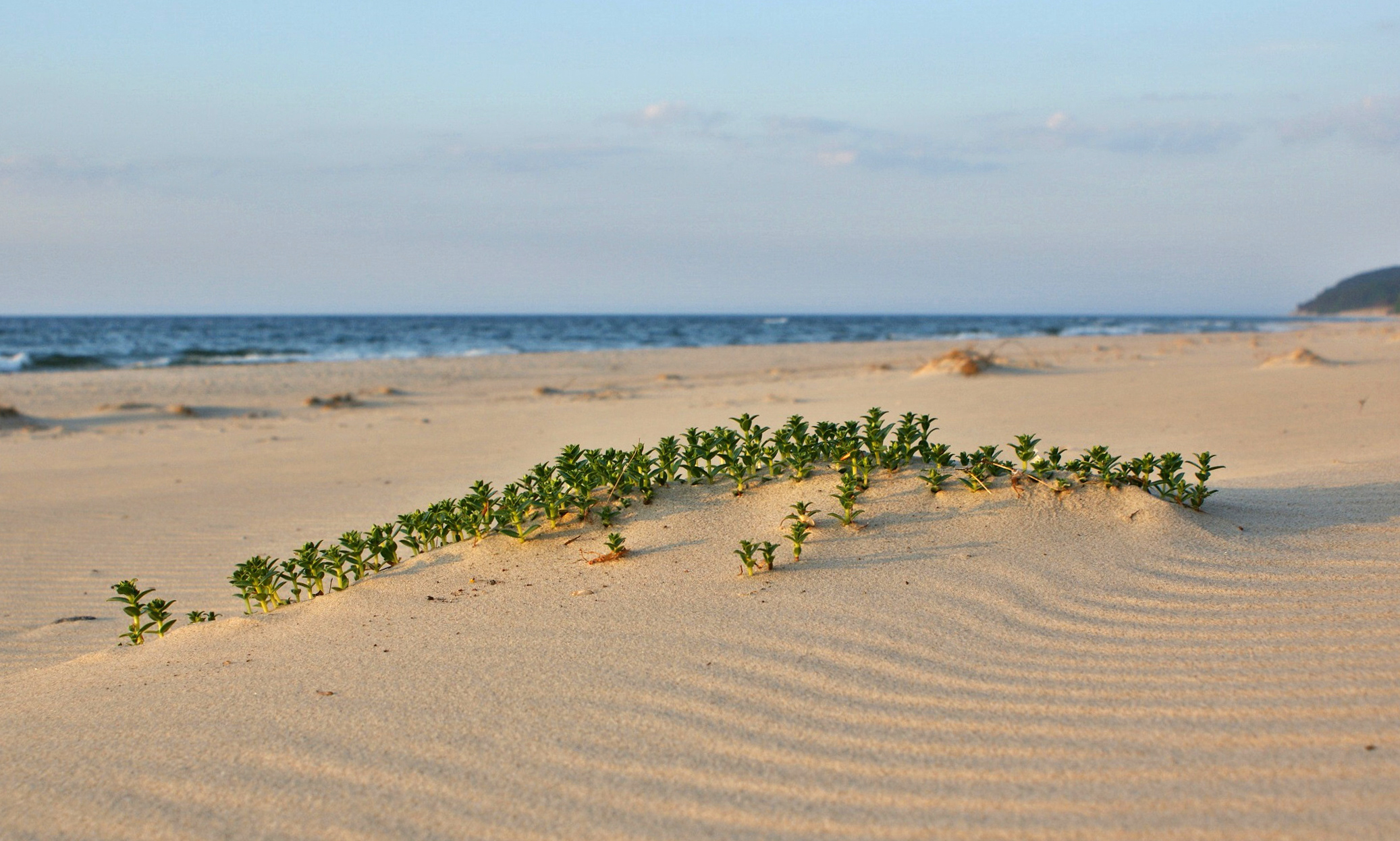
Honkenia przyczynia się do powstawania wydm inicjalnych

Honkenia odgrywa dużą rolę w inicjowaniu powstawania wydm białych na odcinkach wybrzeży wydmowych, na których dochodzi do akumulacji piasków i przyrostu plaży na szerokość. Sztywne, mięsiste pędy i liście powodują zatrzymywanie się ziaren piasku pędzonych wiatrem i powstawanie inicjalnych wydm białych. Zasypane rośliny szybko rosną, rozgałęziają się i ponownie wznoszą ponad poziom piasku. Honkenia będąc rośliną przystosowaną do warunków plażowych, w miarę wzrostu wysokości wydmy wyraźnie ustępuje trawom typowym dla wydm – w Europie wydmuchrzycy piaskowej i piaskownicy zwyczajnej, a w Ameryce Północnej wydmuchrzycy Leymus mollis.
Poza plażami piaszczystymi honkenia rośnie także na plażach żwirowych i kamienistych, także w szczelinach skał na brzegu morskim, na piaszczystych łachach wśród solnisk nadmorskich. Pojawia się miejscami także na piaszczystych i żwirowych brzegach rzek do 30 km w górę ich biegu. Dobrze znosi zarówno zasypywanie piaskiem jak i okresowe zalewanie.

### Fitosocjologia
Rośnie w ubogich gatunkowo zbiorowiskach, o niewielkim pokryciu roślin, wynoszącym zwykle około kilkunastu procent. W Europie środkowej jest dominantem zespołu roślinnego Honckenyo-Agropyretum juncei, choć występuje również w innych zbiorowiskach wydmowej roślinności inicjalnej (klasa Ammophiletea), np. Elymo-Ammophiletum arenariae. Pierwszy z wymienionych, zespół honkenii i perzu sitowego, jest typowy dla siedlisk bardziej zasolonych, na polskim wybrzeżu jego występowanie ogranicza się do Wolina i okolic. W zespole traw wydmowych – wydmuchrzycy piaskowej i piaskownicy zwyczajnej wyróżnia się podzespół z honkenią piaskową Elymo-Ammophiletum arenariae honckenyetosum. Zbiorowisko to spotykane jest na siedliskach mniej zasolonych, na środkowym i wschodnim odcinku wybrzeża. Roślinami towarzyszącymi honkenii, obok wspomnianych gatunków charakterystycznych dla zespołów roślinnych są: solanka kolczysta Salsola kali‚ rukwiel nadmorska Cakile maritima‚ łoboda nadbrzeżna Atriplex littoralis, kostrzewa czerwona Festuca rubra subsp. arenaria, lepiężnik kutnerowaty Petasites spurius, groszek nadmorski Lathyrus japonicus.
Po drugiej stronie Atlantyku, na wybrzeżach Ameryki Północnej oraz Grenlandii honkenia tworzy wspólnie z wydmuchrzycą Leymus mollis zespół Honckenyo diffusae-Elymetum mollis Thannh. 1975. Gatunki te rosną obok siebie także na wybrzeżach Pacyfiku.

### Zależności międzygatunkowe

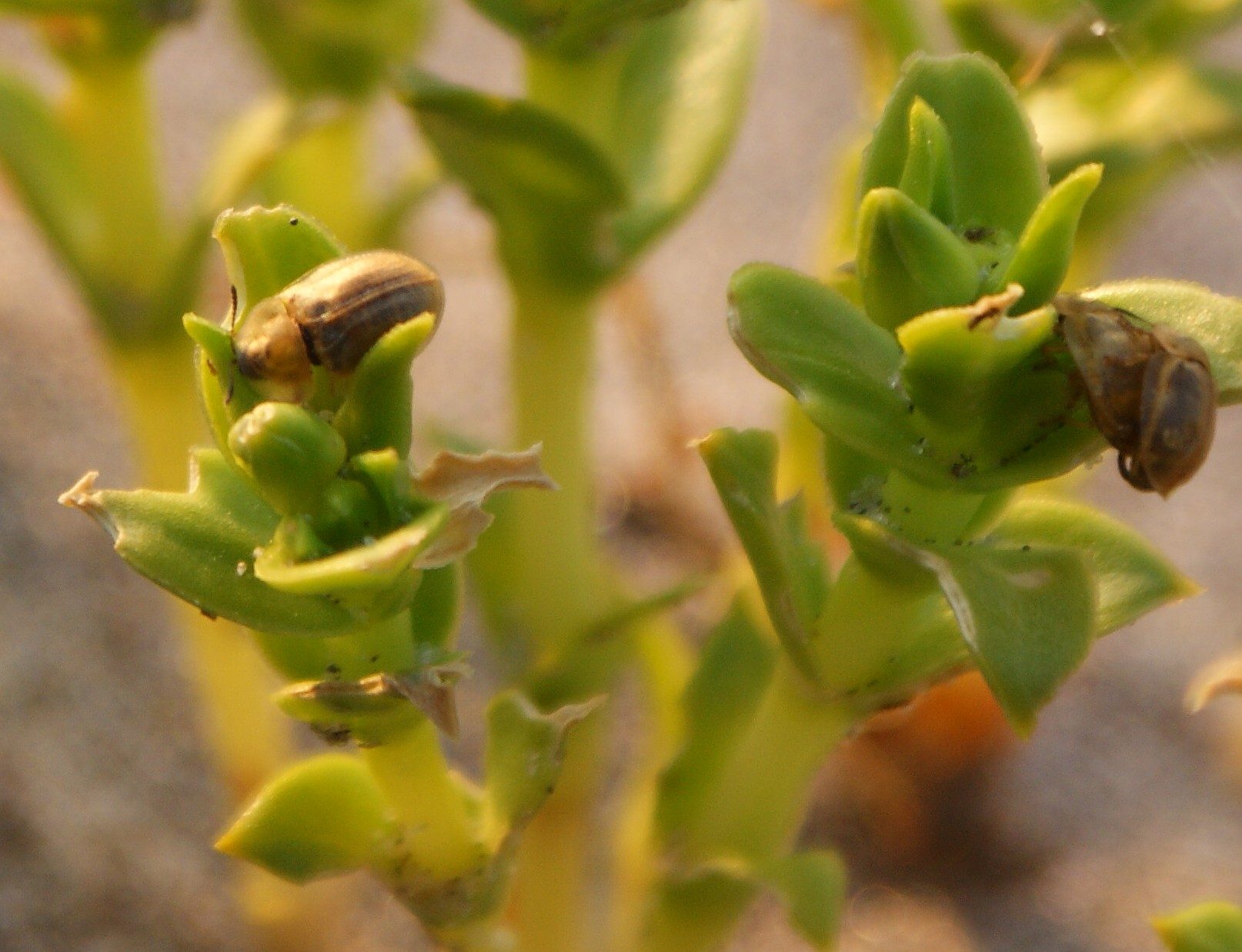
Żerujące na liściach honkenii tarczyki żółtawe

Honkenia piaskowa jest rośliną żywicielską dla przedstawiciela stonkowatych – tarczyka żółtawego (Cassida flaveola) oraz larw motyli: rolnicy szkółkówki (Agrotis vestigialis), ceglicy wilżynówki (Pyrrhia umbra), Sideridis albicolon, Euxoa cursoria.
W 2008 w Ameryce Północnej odkryto populacje honkenii bardzo silnie porażone grzybem z rodzaju sypnik – Uromyces acuminatus z rdzowatych.

## Nazewnictwo
Nazwa naukowa i polska nazwa zwyczajowa upamiętnia niemieckiego botanika i urzędnika – Gerharda Augusta Honckenyego. Epitet gatunkowy "peploides" oznacza roślinę podobną do roślin z rodzaju bebłek (Peplis).
Zanim przyjęło się wyodrębnianie honkenii w odrębny rodzaj, w języku polskim roślina ta zwana była "piaskowiec", podobnie jak inne rośliny z rodzaju Arenaria, do której zaliczył honkenię Linneusz. Później od nazwy rodzajowej zwana już była "honkenją" i w końcu "honkenią".

## Zagrożenia i ochrona

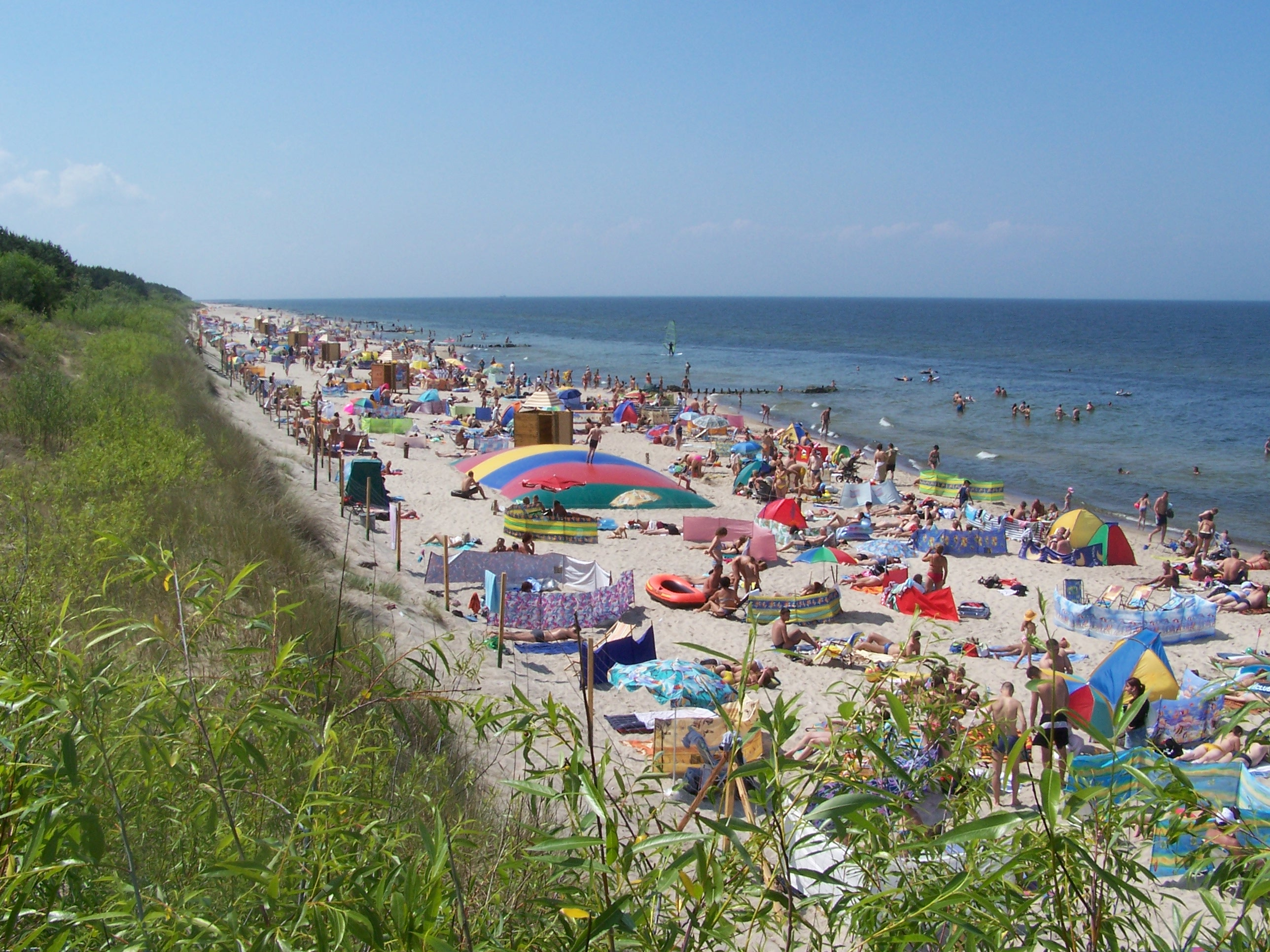
Plaża intensywnie użytkowana rekreacyjnie do samego wału wydmowego – w takich warunkach szanse zachowania siedliska honkenii są znikome

Honkenia zajmuje siedliska narażone na niszczenie podczas sztormów. W przypadku erozji podłoża, odsłonięte pędy są uszkadzane i odrywane. O ile pędy nie zostaną przysypane ponownie piaskiem – giną. Dużym zagrożeniem jest przekształcanie wybrzeża morskiego – zabudowa i utrwalanie wydm, w tym także poprzez wprowadzanie silnie rosnących gatunków inwazyjnych. Kluczowym zagrożeniem dla honkenii jest presja związana z wypoczynkiem nadmorskim. Plażowicze zadeptują rośliny i niszczą akumulacyjne formy wydm. Gatunek został umieszczony na polskiej czerwonej liście w kategorii NT (bliski zagrożenia).
Honkenia nie jest objęta prawną ochroną gatunkową, jednak w całej Unii Europejskiej jej siedliska stanowią przedmiot ochrony w sieci Natura 2000. Po drugiej stronie Atlantyku uznana została za gatunek specjalnej troski na listach roślin zagrożonych w stanach Connecticut i Maryland.
W Polsce zaleca się wprowadzenie na najlepiej zachowanych siedliskach tego gatunku zakazu rekreacyjnego i turystycznego użytkowania plaży. Dodatkowo postuluje się w takich miejscach zakaz stabilizacji piasków, zarówno metodami technicznymi, jak i poprzez nasadzenia roślin. Wskazuje się jako celowe dokonywanie restytucji honkenii w miejscach osłoniętych od działania fal.

## Zastosowanie
Roślina może być uprawiana i spożywana jako warzywo. Posiada nieco cierpki, kwaśny smak oraz delikatny aromat. Najlepiej smakuje przed kwitnieniem. Jest bogata w witaminę A i C. Liście mogą być także kiszone. Na Islandii rośliny są maczane w serwatce i fermentowane. Uzyskuje się w ten sposób napój o smaku przypominającym nieco olej z oliwek. Nasiona, których zbiór jednak jest trudny i nużący, używane są jako dodatek do potraw mącznych. Inuici mieszają też drobno siekane liście honkenii z tłuszczem reniferów i jagodami przyrządzając w ten sposób "inuickie lody". Poza tym honkenia bywa spożywana przez nich jako dodatek do tłuszczu foczego, na surowo i gotowana. Pędy honkenii po wielokrotnym przegotowaniu przechowywane są jako pożywienie zimowe.

## Uprawa
Honkenia jest uprawiana na łatwo przepuszczalnych, ubogich glebach w miejscach dobrze nasłonecznionych. Rosnąć ma dobrze zarówno na stanowiskach wilgotnych jak i suchych. Według innych źródeł wymaga podłoża stale wilgotnego. Mając odpowiednie warunki szybko się rozrasta. Honkenia łatwo rozmnaża się wegetatywnie. Najlepiej rozdzielać silnie rozrośnięte rośliny wczesną wiosną i po dobrym ukorzenieniu w inspekcie wysadzać wiosną na stanowiska docelowe. Nasiona (zbierane po dojrzeniu i wyschnięciu torebek) wysiewa się w marcu w inspekcie. Siewki rozdziela się do osobnych doniczek i wysadza latem na stanowiska docelowe.